# Рандолф (окръг, Мисури)
Окръг Рандолф (на английски: Randolph County) е окръг в щата Мисури, Съединени американски щати. Площта му е 1264 km², а населението - 25 723 души (2008). Административен център е град Хънтсвил.